# Marcus Aurelius

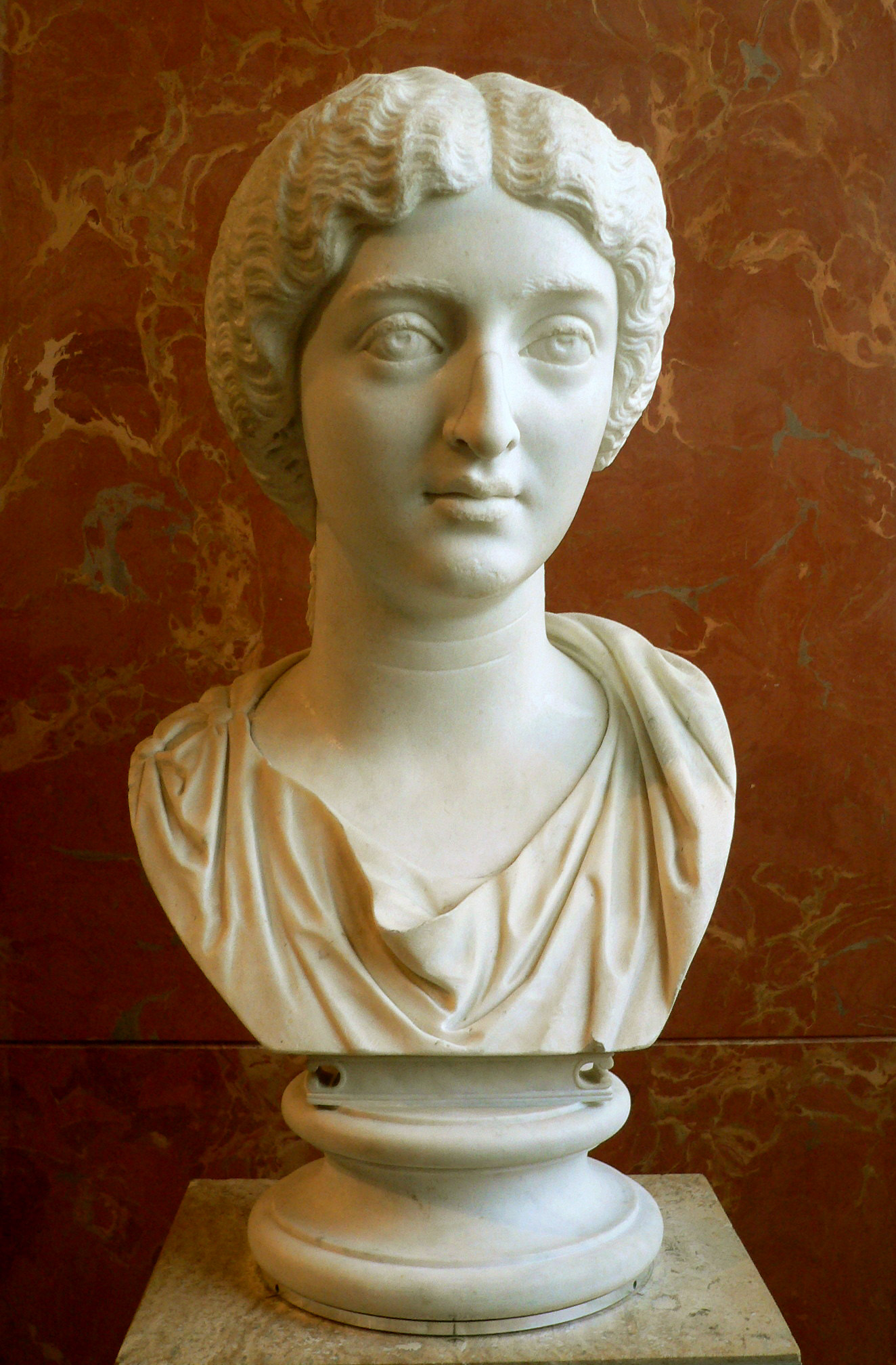
Tượng Faustina tại bảo tàng Louvre, Paris (Pháp).

Marcus Aurelius Antoninus Augustus (ngày 26 tháng 4 năm 121 – 17 tháng 3 năm 180) là một Hoàng đế La Mã, trị vì từ năm 161 đến khi ông mất vào năm 180. Ông từng là quan chấp chính của Đế quốc La Mã vào năm 140. Từ thuở thiếu thời ông đã được học kỹ về triết học, và sau này, ông được vị minh quân Antoninus Pius chọn làm con nuôi để thừa kế ngai vàng. Sau khi Antoninus Pius qua đời, ông là đồng Hoàng đế cùng Lucius Verus trị vì từ năm 161 cho đến khi Hoàng đế Lucius mất năm 169. Về cuối đời, ông đồng trị vì với Hoàng đế Commodus – con trai của ông, cho đến khi ông tạ thế. Ông là vị Hoàng đế thứ 16 của Đế quốc La Mã (nếu tính luôn cả bốn ông vua trị vì ngắn ngủi trong Năm Tứ đế), là vị Hoàng đế cuối cùng trong thời đại Ngũ hiền đế, và cũng được xem là một trong những nhà hiền triết kiệt xuất của chủ nghĩa khắc kỷ.
Là một chiến binh, ông đã xây dựng Đế quốc La Mã cường thịnh. Dưới triều đại lâu dài của vua Marcus Aurelius, Quân đội La Mã phải vào sinh ra tử chinh chiến chống Đế quốc Parthia đang phục hưng, và chống nhau với các bộ lạc man tộc German dọc theo biến giới phía Bắc Limes Germanicus – những người đã tiến vào xứ Gaule và vượt qua sông Danube. Những chiến binh tinh nhuệ của ông đã kéo rốc đến châu Á, đánh thắng quân Parthia và chiếm lĩnh được cả thành Ctesiphon là kinh đô của người Parthia. Trong khi đó, ở phương Bắc, nhà vua trở thành "nhà chinh phạt của giặc rợ German" nhờ thân chinh khởi binh đại phá tan tác man tộc German vào năm 172. Ở phía Đông Đế quốc, một viên thống soái của Quân đội La Mã là Avidus Cassius, dù đã lập nên nhiều chiến công cho ông, khởi binh làm loạn vào năm 175 giữa lúc nhà vua đang suýt nữa tiến đánh người German. Ông đã truyền lệnh cho tướng sĩ thẳng tay dập tắt cuộc phản loạn, và bản thân Avidus Cassius cũng bị tiêu diệt. Mặc dù sự bách hại Kitô hữu tại Đế quốc La Mã được cho là gia tăng trong thời đại của ông nhưng thái độ đích thực của ông đối với các Kitô hữu không được rõ.
Là một vị Hoàng đế tài cao học rộng, ông đã ban hành nhiều cải cách. Tác phẩm Suy tưởng được Hoàng đế Marcus Aurelius thân hành ngự bút viết trong những năm tháng binh lửa từ năm 170 đến năm 180 (bằng tiếng Hy Lạp), được xem là một tác phẩm kinh điển của triết học Khắc kỷ, về trách nhiệm và sự phục vụ của chính quyền. Qua cuốn sách này, chúng ta biết rằng ông đã tiếp nhận tư tưởng của nhà văn hào Platon về một ông vua - hiền triết như thế nào Và chúng ta cũng biết được về cuộc sống nội tâm của bậc đại minh quân La Mã. Nhờ đó, ông trở thành một vị vua - hiền triết mẫu mực, dù rằng ông bách chiến bách thắng trong những cuộc binh đao. Marcus Aurelius là người cuối cùng trong Ngũ Hiền Đế, cũng là nhà cai trị cuối cùng của thời đại Pax Romana.

### Gia đình và con cái

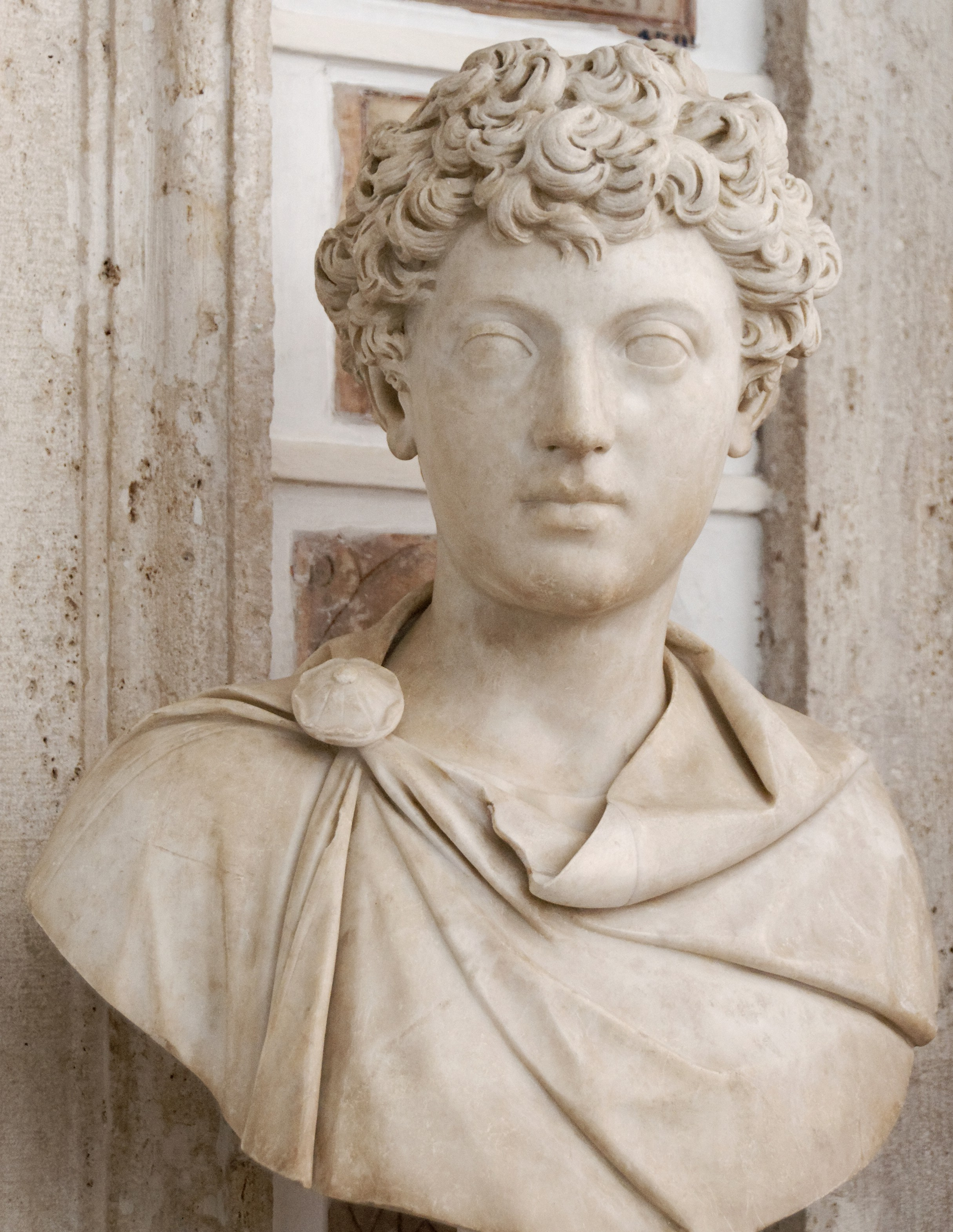
Tượng chàng trai trẻ Marcus Aurelius (Bảo tàng Capitoline). Nhà sử học Anthony Birley có lời bàn: "Đây rõ ràng là một chàng thiếu niên nghiêm trang."

### Người công dân đức hạnh và những mối quan hệ gia đình (127–136)

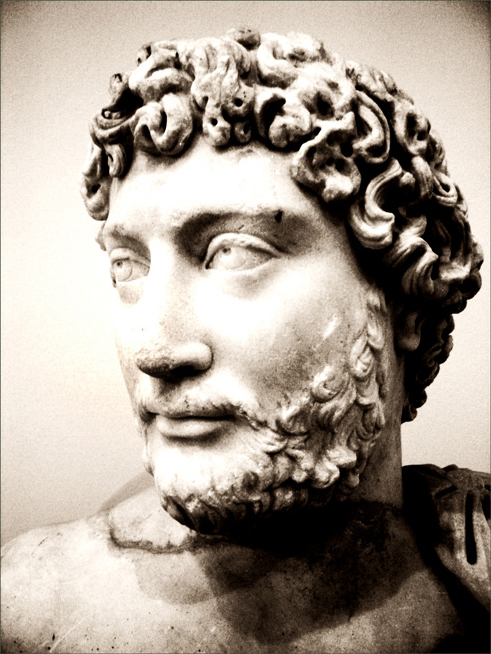
Bức tượng Hoàng đế Hadrianus (Viện Bảo tàng Khảo cổ Quốc gia Athena). Vị vua này bảo trợ chàng trai trẻ Marcus Aurelius và có lẽ có dự định phong ông làm vua kế tục lâu dài của mình.